# بک هند
بک هند ضربه‌ای است که در بیشتر ورزش‌های راکتی مانند تنیس، تنیس روی میز و پیکل بال استفاده می‌شود، جایی که پشت دست در هنگام تاب دادن راکت قبل از کف دست قرار می‌گیرد، به جز در عبارت بک هند والی، این اصطلاح به ضربه زمینی (جایی که توپ قبل از ضربه زدن به آن برگشته است) اشاره دارد. این در تضاد با سکته جلویی است، جایی که کف دست قبل از پشت دست قرار می‌گیرد. این اصطلاح در سایر ورزش‌ها نیز استفاده می‌شود که در آن حرکت مشابهی مانند پرتاب دیسک ورزشی استفاده می‌شود.

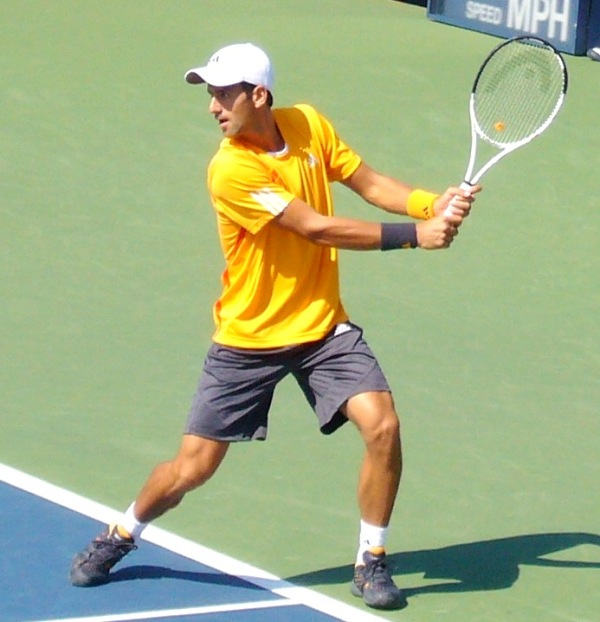
نواک جوکوویچ در یک حرکت بک هند

بک هند معمولاً از خط پایه یا به عنوان یک ضربه نزدیک انجام می‌شود. برای یک بازیکن راست دست، بک هند با راکت در سمت چپ بدن شروع می‌شود، با تماس با توپ در سراسر بدن ادامه می‌یابد و در سمت راست بدن، با راکت به پایان می‌رسد. شانه راست بک هند می‌تواند یک دست یا دو دست باشد.
با توجه به این واقعیت که دست غالب بازیکن به درون ضربه «کشش» می‌کند، بک هند به‌طور کلی فاقد قدرت و قوام فورهند است و معمولاً تسلط بر آن دشوارتر در نظر گرفته می‌شود. با این حال، بک هند دو دست، ثبات و قدرت بیشتری را برای شوت فراهم می‌کند و به‌طور فزاینده‌ای در بازی مدرن استفاده می‌شود. بازیکنان مبتدی و سطح باشگاهی اغلب در زدن یک بک هند مشکل دارند و بازیکنان جوان اگر به اندازه کافی قوی برای زدن ضربه نباشند ممکن است در زدن ضربه دچار مشکل شوند. بسیاری از بازیکنان پیشرفته هنوز فورهند بهتری نسبت به بک هند دارند و بسیاری از استراتژی‌های تنیس با هدف سوء استفاده از این ضعف هستند.